# 圓頭綠鸚嘴魚
圓頭綠鸚嘴魚，為輻鰭魚綱鱸形目隆頭魚亞目鸚哥魚科的其中一種，分布於印度洋區，包括東非、紅海、馬達加斯加、模里西斯、留尼旺、塞席爾群島、葉門、阿曼、馬爾地夫、可可群島、聖誕島、印尼東南部、安達曼群島等海域，棲息深度2-35公尺，體長可達70公分，棲息在潟湖及海草床，以小群活動，以藻類為食，可做為食用魚。